# 문촌공
문촌공(文村公)이광선(李光先)은 조선중기의 무신으로 나주 거주 참봉(參奉) 이몽정(李夢楨)의 장남이고, 사촌(莎村) 최사물(崔四勿)의 제자이다. 1591년 10월 신묘별시 무과에 친동생 이광후(李光後, 1572~1598)와 응시하여 무과 을과 제15위 전체 16/300위로, 동생 광후는 무과 병과 제4위 전체 39/300위로 최상위급으로 나란히 급제한 인물이다.

## 문촌공(文村公)
문촌공(文村公)은 함평이씨(咸平李氏) 이광선(李光先, 1563~1616)의 호(號)다.

### 임진왜란
1592년 임진왜란이 발발하자 부장(部將)으로 의주파천하는 선조임금을 의주까지 호종한 후 선전관(宣傳官)을 지냈다. 1592년 7월 권율장군 막하(幕下)에서 이치 전투에 참전하고, 1593년 2월 행주대첩에서 관군(官軍)으로 참전 전투 부장으로 큰 공을 세웠다.

### 휴전중 충무공 이순신과 교유
1596(병신)년 5월 한산도에 들어가 삼도수군통제사 이순신(李舜臣, 1545~1598)과도 교유하였다. 난중일기는 이광선을 이광선의 호 문촌공으로 필사하였다. 1601년 건공장군(建功將軍) 소강진수군 첨절제사에 제수되어 역임하고, 1602년 행주대첩비 건립을 주간하여 대첩비에 등재되었다.

### 임진왜란 나주 개선장군
문촌공 이광선은 1609년 광해군 원년 임진왜란 나주 개선장군(凱旋將軍)하였다. 《난중일기초》 초본(국편본)에 "文村公"으로 되어 있다. (선무원종공신 2등) [여해연구소 노승석(盧承奭) 역주]